# Nangnda
Le nangnda, aussi appelé bedjond ou bebote, est une langue sara parlée au Tchad, principalement dans l’Est du Logone Oriental et dans le département de Mandoul Occidental et autour de Bédjondo dans la région du Mandoul.

## Dialectes
Le nangnda compte plusieurs dialectes: le bedjond, le bebote, le yom, le pen et le maguer.